# Гончар Юлія Миколаївна
Гончар Юлія Миколаївна (нар. 3 січня 1990, Київ) — українська драматургиня, сценаристка, перекладачка. Одна із засновниць Театру Драматургів у Києві. Сценаристка художнього фільму «Як там Катя?» (режисерка Крістіна Тинькевич), який отримав 4 відзнаки на міжнародних кінофестивалях і 1 українську премію ("Чорний лотос"). 

## Біографія
Народилася і виросла у Києві. З 1997 по 2007 рік навчалася у київській гімназії №153 (диплом про середню освіту з відзнакою), з 2007 по 2012 рік — у Київському національному економічному університеті за спеціальністю «міжнародна економіка та менеджмент» (отримала диплом магістра з відзнакою). 
З жовтня 2011 по березень 2012 року була стипендіаткою у Констанцькому університеті у Німеччині (факультет економіки).
У 2017 році — кураторка міжнародної співпраці на фестивалі«Тиждень актуальної п'єси». Співпрацювала з Київським театром "Дах" (українсько-німецький проєкт «Кінець удавання», який брав участь у двох фестивалях: міжнародний фестиваль ГогольFest, фестиваль «Драматургічний ярмарок» у Гайдельберзі).
У 2021 року стала співзасновницею Театру Драматургів у Києві.
З березня 2022 року є стипендіаткою Саксонського культурного фонду (Kulturstiftung des Freistaates Sachsen) за підтримки Гете Інституту та веде активну діяльність у заходах, спрямованих на підтримку України в часи російської агресії. 

## Творча діяльність
З 2014 року пише п'єси, з 2016 року — перекладає українською, англійською та німецькою п'єси інших драматургів, з 2019 року пише сценарії до фільмів. Юлія Гончар фокусується на драматургії як інструменті побудови структури тексту та перформансів і виступає як авторка та кураторка у міжнародних театральних проєктах у Берліні, Штутгарті, Нюрнберзі, Бангкоку, Відні. 

### П'єси
- «Валдай» (2014, створена в рамках драматургічної лабораторії Дена Гуменного у проєкті «Діалоги про драматургію»);
- «Успішні безхатьки» (2015, спільно з Даном Вороним)
- «Невигадані діалоги про драматургію» (2015)
- «30 хвилин, щоб врятувати світ» (2017, копродукція з Гете Інститут Україна);
- «Читери» (2020, створена у другій лабораторії НСТДУ[12][13] та резиденції Тераріум[14]);
- «Зла бола» (2021)
- «Методичка» (2022)
- «Щоденник: Війну я не забуду. Ніколи» (2022)
- «Man versuchte sie zu rufen» ("Спроби зателефонувати їй") (2022)
- «Відчуття війни» (2022)
- «Чотири наноопери» (2023, спільно з Іриною Гарець, Тетяною Киценко і Ольгою Мацюпою)
- «Ми вийшли в кібер-панк атмосферу вокзалу» (2024)

### Перекладацька діяльність
- п'єса «Скелет слона у пустелі»автор Айхам Майід Агха (2016, прем'єра у Театрі Максима Горького у Берліні; участь у міжнародному фестивалі Гогольфест[15])

- вистава «Кінець удавання 1.0» і «Кінець удавання 2.0», автори Юлія Гончар та Дмитро Левицький (2016—2017)
- п'єса «Переселення», автор Максим Курочкін (2016—2017)

- концепт вистави «Enter UA», автор Сашко Брама (2017)
- п'єса «Дікпік», автор Кеннет Доу (2017)
- п'єса «Крізь шкіру», авторка Наталя Блок (переможець фестивалю «Тиждень Актуальної П'єси» 2017 року).

- п'єса «Камені спотикання», авторка Hans-Werner Kroesinger, Regine Dura (2018—2019, постановка у Державному театрі Badisches Staatstheater у Карлсруе, Німеччина; показ у Києві[16]);
- п'єса «Мій доволі дивний друг Вальтер», авторка Сивілла Берг (2018—2019, Німецький театр, Берлін);
- збірка текстів «Сценуй своє місто», автори Лаша Бугадзе, Бруно Коен (2018—2019, Державний театр Карлсруе, Німеччина);
- п'єса «Херсон 1918/2018», автор Маким Курочкін (2018 копродукція Державного театру зі Штутгарта та Херсонського театру ім. Миколи Куліша[17]);
- п'єса «На Марсі криків не чутно. Румба», авторка Ірина Гарець;
- п'єса «Кіт, що гуляв сам по собі», автор Редьярд Кіплінг, незалежний Театр «Дах»[18].

### Сценарії
- сценарій (спільно з Наталею Блок та Сергієм Касторних) до художнього фільму «Як там Катя?» [19][20][21][22], режисерка Крістіна Тинькевич (2019, повний метр, ігрове кіно).

### Фестивалі, конференції, тренінги

#### 2016
- «Мапи страху Мапи ідентичності»: польсько-український освітньо-перформативний проєкт за підтримки EEPAP (Львів- Харків, Україна);
- «IETM Campus»: тиждень інтенсивного навчання з усіх аспектів міжнародного співробітництва (Люблін, Польща);
- «EA Campus Artivism»: резиденція-навчання для громадських діячів митців та мисткинь за підтримки організації European Alternatives та Bundeszentrale (Берлін, Німеччина);
- «The Citizen Artist Incubator»: місяць навчання, інкубації ідей і їх презентації 13 митців та мисткинь (Відень, Австрія);
- «TEMPS D ' IMAGES CLUJ»: фестиваль сучасного перформативного мистецтва, участь у воркшопах з документального театру (Альоша Бегріч, театр Максима Горького Берлін та Олівер Фрлич режисер з Хорватії), проведення презентації з незалежної театральної сцени в Україні (Клюж Напока, Румунія);
- «Капсула часу (Time capsule)»: проєкт залучає авторів до роботи над антологією текстів (Інститут Гротовського, Інститут Адама Міцкевича, Вроцлав, Польща);
- «Культура для місцевого розвитку (Culture for local development)»: 16 менеджерів культури працюють над проєктами (Інститут Адама Міцкевича, Київ, Україна);
- «Запорізький літературний форум»: запрошена авторка, читання п'єси «Невигадані діалоги про драматургію».

#### 2017
- Міжнародні дні Шиллера Internationale Schillertage: запрошена стипендіатка від України, тиждень навчання, воркшопів (в тому числі Олівер Фрлич Репрезентація реальності у мистецтві; Мангайм, Німеччина);
- Міжнародний форум — фестиваль Театертреффен Theatertreffen: стипендіатка від Гете Інституту Україна (Берлін, Німеччина); місяць навчання та презентації власних перформативних робіт.

#### 2018
- Фестиваль «Справжніх Театральних Патріотів»: проведення партисипативних лекцій та участь у розробці спільного перформансу (с. Подвірне, Чернівецької області);
- Фестиваль «Мельпомена Таврії»: проведення партисипативної лекції;
- Фестиваль «Future of Europe»: участь у дискусії щодо майбутнього театру Штутгарт (Німеччина);
- Резиденція в Akademie Schloss Solitude: півроку праці над копродукцією «Херсон 1918/2018», режисер Андрій Май.

#### 2019
- «Midpoint»: програма навчання для сценаристів у м. Трієст (Італія), Каунас (Литва), Карлові Вари (Чехія).

## Публікації п'єс

#### 2021
- «Зла бола» у збірці текстів української нової драми «8»[23]. Херсон: Видавництво «Старт». Редактор: Жанна Бортнік.

#### 2022
- «Відчуття війни»: Logbuch Suhrkamp онлайн-видання. Доступно за адресою: Logbuch Suhrkamp[24];
- «Щоденник: Війну я не забуду. Ніколи»: WOZ швейцарська німецькомовна щотижнева газета, Цюріх, №15—14 квітня 2022 року. Доступно за адресою: WOZ.ch[25];
- «Номер 9/2022 (790)». Miesięcznik «Dialog»: польський місячник, присвячений сучасній драматургії — театральній, кінематографічній, радійній та телевізійній. Доступно за адресою: Dialog-Pismo[26];
- «Man versuchte sie zu rufen» (укр. Спроби зателефонувати їй): у виданні «Frogbuch 2022 — Die Literaturbeilag des Leipziger Stadtmagazin kreuzer zur Frankfurter Buchmesse» (Frogbuch 2022 — Літературне додаток до Лейпцигського міського журналу kreuzer на Франкфуртському книжковому ярмарку). Доступно за адресою: kreuzer-leipzig[27].

#### 2023
- «Читери»: у книзі «Покидьки та інші п'єси. Сучасна українська драматургія»[28], Харків: Видавництво Фоліо. Упорядник: Богдан Струтинський.
- «Почуття війни»: у збірці «A Dictionary of Emotions in a Time of War: Twenty Short Works by Ukrainian Playwrights»[29], редактор: Джон Фрідман, Chapel Hill, North Carolina: Laertes Press, с. 299.
- «Почуття війни»: у друкованій та онлайн-антології «Антологія 24». Доступно за адресою: ParadeFest[30].

#### 2024
- Текст вистави «2-1=4.5.0»: у книзі «Простір доторку. Українські та лейпцизькі працівниці культури в діалозі»[31], Лейпциг: Упорядниці Світлана Лібет та Крістіна Рассман.

## Постановки п'єс

#### 2019
- Театральна вистава з військових ритуалів у Німеччині «ZeremonieRave».

#### 2020
- Сценічне читання тексту «ЧИТЕРИ» у Київському театрі драми та комедії на лівому березі Дніпра, режисер Павло Ар'є[32].

#### 2021
- Занурна вистава «RIZNI»[33] Театральної групи uzahvati (м. Київ): авторка

#### 2022
- Публічне читання тексту «Почуття війни»[34] у Suhrkamp online Edition, Nachtkritik Plus у рамках міжнародної серії читань «Почуття війни».
- Публічні читання текстів авторки в Royal Court[35], Theatre London, театрі Maxim Gorki[36] у Берліні, Театрі Базеля[37]

#### 2023
- Вистава на діловому фестивалі «House of Beautiful Business»[38] в ролі авторки та драматургині, Сінтра, Португалія.
- Проєкт «Die magische Care: Maschine»[39] від Paradeiser Productions, який поєднує електроакустичну музику, вокал, звуки, текст, танець та гру об'єктами в супер-суб'єктивну музичну театральну виставу (авторка).
- Вистава «Ship. Bridge. Body»[40] за участю артистів з України, Італії, Грузії та Німеччини в рамках Міжнародної театральної резиденції. Розробка мюзиклу, роль ініціатора (ідея та організація) та авторки.
- Аудіовистава «Über Grenzen» (укр. Через кордони): авторка.
- Музичні театральні мініатюри «Нано опери»[41] від Paradeiser Productions: авторка і драматургиня. Цей проєкт досліджував події, впливи і еволюцію свідомості, створюючи захопливий та надзвичайний панорамний образ з музичних та виконавських елементів, танцю, унікальних звуків та дотику магії. На основі текстів чотирьох українських драматургів, написаних спеціально для цієї вистави.
- Публічне читання «Nach Hause»[42] колективом missingdots у Hellerau на фестивалі Nebenan.

#### 2024
Авторка та продюсерка вистави «2-1=4.5.0» на основі тексту «Ми вийшли в кібер-панк атмосферу вокзалу». Спільний проєкт Schaubühne Lindenfels у Лейпцизі та Театру Драматургів у Києві. Прем'єра відбулася у Лейпцизі та Києві Текст надрукований у збірці «Співпраця лейпцизьких митців», упорядниця Світлана Лібет, вистава запрошена на фестиваль в Гренобль, Франція.

## Нагороди і відзнаки
| Назва твору                                                               | Назва фестивалю чи конкурсу              | Відзнака                                                                                  | Рік  |
| ------------------------------------------------------------------------- | ---------------------------------------- | ----------------------------------------------------------------------------------------- | ---- |
| П'єси «Невигадані діалоги про драматургію», «Успішні безхатьки» (авторка) | Фестиваль «Тиждень актуальної п'єси»     | відзнака експертної ради фестивалю                                                        | 2015 |
| Х/ф «Як там Катя?» (сценаристка)                                          | 75th Locarno International Film Festival | 2 нагороди (a special prize from the Ciné+ jury, and the lead actress Anastasia Karpenko) | 2022 |
| Х/ф «Як там Катя?» (сценаристка)                                          | CinEast Festival (Люксембург)            | Приз кінокритиків                                                                         | 2022 |
| Збірка творів "Дім, що захитався" (співаторка)                            | Премія TINFO (м. Гельсінкі, Фінляндія)   | нагорода                                                                                  | 2023 |